# Chasseurs volontaires de Saint-Domingue

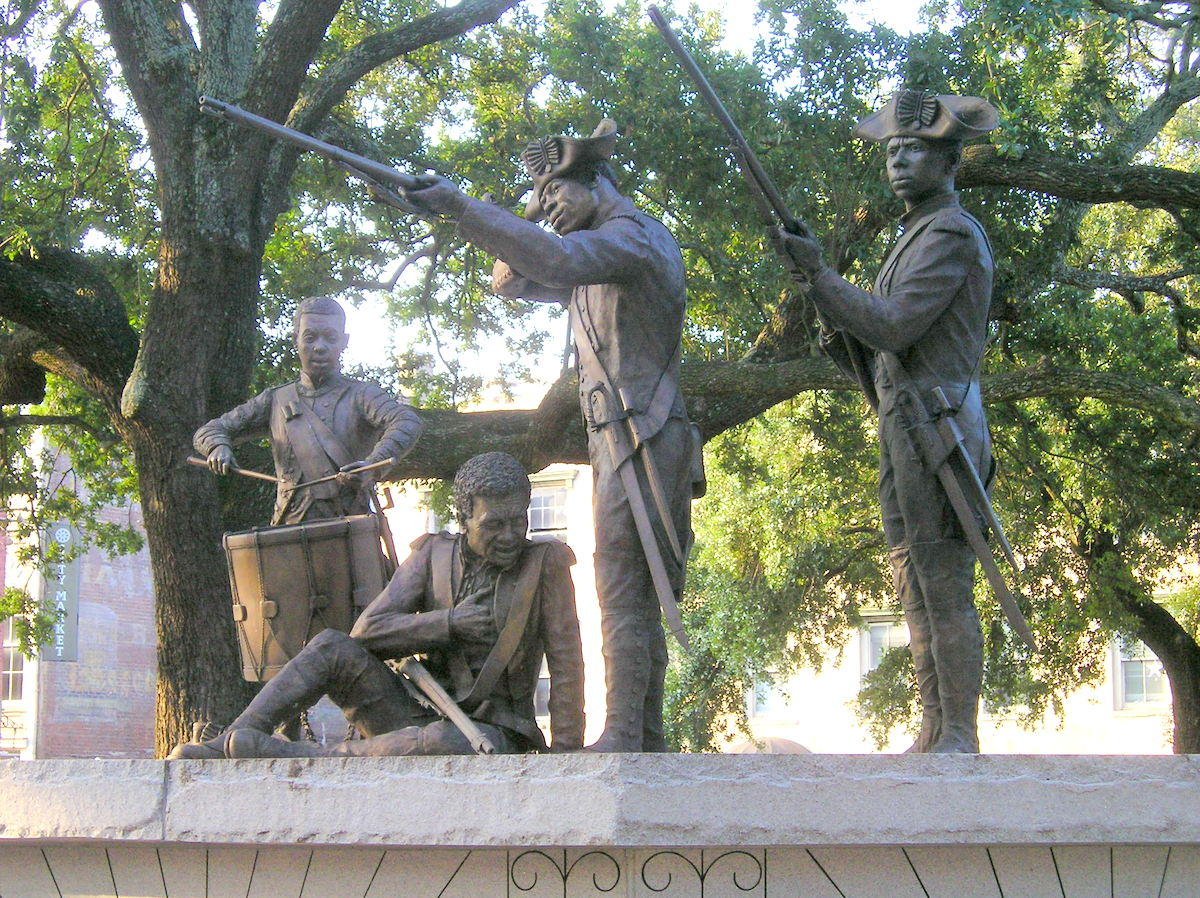
Mémorial aux Chasseurs-Volontaires de Saint-Domingue à Franklin Square, Savannah, Géorgie aux Etats-Unis

Les chasseurs volontaires de Saint-Domingue constituent un corps composé de colons français volontaires des Antilles et d'un millier de fusiliers indigènes « gens de couleur libres », créé par une ordonnance du 12 mars 1779 et complété par une autre d'avril, passant son effectif de 800 à 1030, pour finalement réunir un total de 1500 noirs et métis enrôlés,.

## Commandement
Le chef principal était vicomte de Fontanges, major-général, grand planteur dans le Sud de Saint-Domingue et futur héros de la Révolution française aux Antilles, rapidement promu chef d'état-major de l'amiral d'Estaing. 
Le Corps était placé sous le commandement nominal d'un colonel, le marquis Laurent-François Le Noir de Rouvray, non-militaire de carrière même s'il servit au Canada et y fut blessé. Il était propriétaire de terres à café rachetées aux Jésuites et d'esclaves à Saint-Domingue, au Terrier-Rouge et au Dondon et futur auteur d'un Mémoire sur la création d'un corps de gens de couleur levé à Saint-Domingue en 1779, conservé aux archives du Ministère des colonies. Nommé "inspecteur général des milices mulâtres et nègres libres" en 1781, partisan de l'autonomie douanière et des ordonnances de 1784 et de 1785 sur la vie des esclaves, il représente Saint-Domingue à Paris en 1789, mais dans le camp opposé, celui du Club de l'hôtel de Massiac. Emigré aux États-Unis en octobre 1790, ses lettres témoignent des divisions entre colons et entre militaires de l'époque, et des espoirs placés dans l'Angleterre pour résister aux abolitionistes.
Le Corps était aussi sous le commandement du lieutenant Jean-Baptiste Bernard de Vaublanc.

## Lieux de réunion
Les compagnies indigènes des Chasseurs-Volontaires furent réunies dans les églises paroissiales des chefs-lieux des 15 quartiers administratifs de Saint-Domingue. Parmi elles, les églises de Port-au-Prince, Léogane, Jacmel, Saint-Louis-du-Sud, Les Cayes, Tiburon, Jérémie et Petit-Goâve, toutes dans le Sud de Saint-Domingue.

## Uniforme
Les Chasseurs-Volontaires portaient un uniforme de drap bleu doublé d'une toile lessivée, avec des parements de drap vert et des petits boutons blancs et poches de travers. Ils avaient droit à des épaulettes de drap vert et un chapeau uni garni d'une plume blanche et jaune.

## Combats en Georgie
Ce corps de troupes  a participé à un des moments cruciaux de la guerre d'indépendance américaine, qui aurait pu faire basculer son issue si les Anglais avaient obtenu une victoire plus nette. 
Il quitte le Cap-Français le 15 août 1779 et débarque en Géorgie après trois semaines, le 8 septembre 1779 devant Savannah assiégée pour venir en aide aux insurgés américains alors en grande difficulté face aux Anglais. 
Les troupes françaises, alliées aux troupes américaines montent à l'assaut lors des combats qui commencèrent le 24 septembre à l'aube devant Savannah, face aux troupes britanniques.
Le 9 octobre 1779, un assaut majeur contre les Britanniques échoue. L'exilé polonais Casimir Pulaski, combattant pour les États-Unis, y succombe. Le siège échoue, les Britanniques conservent le contrôle de la Géorgie jusqu'en 1782, mais la défaite aurait pu être encore plus invalidante sans certaines péripéties.
Les différentes unités de combattants de Saint-Domingue chargent à la baïonnette une colonne britannique, mais s'étant trop approchés des ouvrages anglais, ils subissent de lourdes pertes. 
Le siège prend fin avec l'échec de l'attaque du 9 octobre 1779.

## Éloges et rôle décisif dans la Guerre d'Indépendance
.
L'action de ce corps est saluée dans le Journal du Siège de Savannah annoté par le chef de l'expédition française, qui a joué un grand rôle dans l'avancée et le succès, côté américain, de la guerre d'indépendance américaine. La vigueur de l'attaque gène les Anglais, qui renoncent à leur grande offensive et se décident ensuite de se retirer de Caroline.
En 1849, l'ambassadeur des États-Unis rédige à son tour un texte, avec trois-quarts de siècle de recul, en citant plusieurs de ses membres devenues célèbres et en soulignant que ce corps a sauvé l'armée franco-américaine de pertes très lourdes car il a couvert efficacement sa retraite,. L'armée franco-américaine perd 1 133 hommes dont près des trois quarts sont des victimes françaises, qui ont subi le feu anglais pendant près d'une heure. Cet épisode important de la guerre d'indépendance américaine, un de ses moments cruciaux, est rappelé lors de l'occupation d’Haïti par les États-Unis dans les années 1920, tandis qu'en 1934 un mémoire français de l'écrivain Jean-Chrysostom Dorsinville évoque aussi les "quinze cents affranchis de Saint-Domingue", combattants de la guerre d'indépendance américaine.
L'historiographie des États-Unis a cependant réservé, globalement, un traitement beaucoup moins développé à ce corps de chasseurs que celle d'Haïti, selon un historien. En  France, l'abbé Henri Grégoire, ancien évêque de Blois, membre  de l'Institut national et de la Société royale des Sciences de Gottingne, a évoqué plusieurs fois son attitude héroïque, dans ses écrits.

## Effectif et création
Les "Chasseurs volontaires de Saint-Domingue" sont créés 4 mois avant le combat par une ordonnance du 12 mars 1779 du Comte Robert d'Argout, Gouverneur général. Le texte créé 10 compagnies de 79 hommes, un effectif porté plus tard à 10 compagnies de 103 hommes par une autre ordonnance, du 21 avril.

## Autres corps au combat à Savannah
D'autres corps ont participé au combat, aux côtés des 1030 chasseurs-Volontaires de Saint-Domingue, dans le contingent expéditionnaire parti du Cap-Français le 15 août 1779, avec comme chef d'État-major le Vicomte François de Fontanges, propriétaire foncier aux Gonaïves :
- 700 hommes pris à la Martinique ;
- 850 pris à la Guadeloupe ;
- 600 détachés des régiments de Foix et de Hainaut ;
- 300 des régiments d'Agenais, de Gâtinais et de Cambresis en garnison dans la grande colonie à sucre ;
- 300 des régiments du Cap et de Port-au-Prince ;
- 200 prélevés sur la formation récente des Grenadiers Volontaires de Saint-Domingue[1].

## Pendant anglais
À l'issue du conflit, quelque 3 000 hommes appelés "Loyalistes noirs" furent évacués depuis New York en direction de la Nouvelle-Écosse et répertoriés dans le Book of Negroes pour faciliter leur suivi par les Britanniques. D'autres loyalistes, blancs et plus riches immigrèrent en Nouvelle-Écosse amenèrent 2 500 autres esclaves africains avec eux, contraints de suivre leurs maîtres.  
Certains furent évacués à Londres et intégrés à la communauté des « Black Poors ». À l'initiative de la Sierra Leone Company, 4 000 d'entre eux furent conduits dans la colonie de Sierra Leone en 1787. Cinq ans plus tard, 1 192 autres Loyalistes noirs de Nouvelle-Écosse immigrèrent en Sierra Leone. Ils devinrent connus sous le nom de colons néo-écossais.

## Autres combats menés par les chasseurs
Une autre campagne, cette fois victorieuse, fit appel deux ans plus tard en 1781 aux unités indigènes de St-Domingue, celle de Floride. L'Espagne, entrée dans la guerre en juillet 1779 comme alliée de la France et des États-Unis reprend une base de ravitaillement aux escadres britanniques qui attaquaient les États-Unis, forcées à cette occasion d'abandonner le passage de la Péninsule floridienne.

## Influence sur les événements du 20 août 1791
Le 20 août 1791, sur l'habitation Diègue, à quelques kilomètres de Port-au-Prince, un des combattants de 1779, Jacques Beauvais, est à la tête de plusieurs centaines d'affranchis et 300 esclaves, surnommés "les Suisses". Jacques Beauvais est « nommé commandant de la petite troupe et prend comme premier lieutenant, Lambert, noir de la Martinique, qui, comme lui, avait combattu » à Savannah.
Une escarmouche oppose alors sur la plantation Nérette une partie d'entre eux à des blancs de la plantation du Grand Fond et le groupe entier préfère abandonner la plantation Diègue pour la plantation Métivier. De nombreuses troupes de Port-au-Prince approchant, Beauvais fait camper cette armée improvisée au Trou Caïman, au pied du morne à Cabrits.
Environ 300 soldats progressent cachés dans des champs de canne à sucre, près de la plantation Pernier où étaient resté une partie du groupe, qui les repèrent. Les esclaves déclenchent dans les champs de canne à sucre plusieurs incendies qui encerclent les soldats et causent une centaine de morts et de blessés.
L'épisode incita les colons à « conclure la paix avec les affranchis », en septembre à Damiens, à trois ou quatre kilomètres de Port-au-Prince, où ils signent un concordat accordant aux affranchis les droits politiques identiques à ceux des Blancs. Les affranchis de la péninsule du Sud, non loin, menés par André Rigaud, ont opéré un autre soulèvment « à la même époque », parvenant à s'emparer des paroisses des Cayes, de Nippes, de Petit-Goâve, où vivaient d'autres vétérans du siège de 1779. 
Un autre concordat est signé le 23 octobre 1791 à Croix-des-Bouquets par François de Fontanges, chef d'état-major lors de l'expédition du siège de Savannah, qui était depuis 1785 commandant de la partie sud de Saint-Domingue. Le texte accorde lui aussi aux affranchis les mêmes droits civiques que les colons et réagit à la condamnation à mort d'un ancien du Siège de Savannah, le métis Jean-Baptiste Chavannes. Un autre pacte de reconnaissance des affranchis sera signé en 1792, ce qui déclenche des représailles des colons,, l'obligeant à se réfugier dans la zone espagnole de l'Île en 1793.
Plus tard, les 300 "Suisses" furent cependant abandonnés par les chefs des affranchis et pourchassés puis exécutés presque tous sur les pontons du Môle Saint-Nicolas, dans la Péninsule nord de Saint-Domingue.

## Participants célèbres
- Henri Christophe, futur président d'Haïti[1] ;
- André Rigaud, , futur président du Sud Haïti, meneur d'une révolte d'affranchis à l'automne 1791[1] ;
- François de Fontanges, chef d'état-major de l'amiral d'Estaing, commandant du sud de Saint-Domingue en 1785, signataire en 1791 et 1792 de concordats pour l'égalité des sang-mêlés ;
- Jean-Baptiste Chavannes, condamné à mort en 1791 pour avoir réclamé l'égalité des sang-mêlés ;
- Ferrand de Baudières, sénéchal du Petit-Goave, décapité en 1792 pour avoir réclamé l'égalité des sang-mêlés[1]. À Aquin, huit jours après le meurtre, ses proches sont poursuivis[18] ;
- Jacques Beauvais[1], commandant de la révolte de 500 noirs et métis d'août 1791 ;
- Jean-Louis Villatte, futur général de brigade noir de Saint-Domingue (1770 - 1818)[1]; (1751-1802)[1] ;
- Pierre Faubert[1] ;
- Laurent Férou[1], fondateur du Fort Marfranc ;
- Christophe Mornay[1] ;
- Ferrand de Baudières[1] ;
- Francisco Miranda, futur général de la révolution vénézuélienne[1].